# Takeo Takagi
Takeo Takagi (高木武雄, Takagi Takeo, Iwaki, 25 de janeiro de 1892 – Saipan, 8 de julho de 1944) foi um almirante da Marinha Imperial Japonesa durante a Segunda Guerra Mundial.
Nos anos anteriores à guerra, Takagi serviu em cruzadores e couraçados até se especializar em torpedos e submarinos, alcançando a patente de capitão e comandando três submarinos nos anos 20. Na década seguinte, comandou cruzadores e chegou à patente de contra-almirante.
No início da Guerra do Pacífico, o almirante Takagi comandou a frota japonesa que deu cobertura naval às forças terrestres que participaram da invasão das Filipinas, em 1941-1942, e aos desembarques em Java (hoje Indonésia), que culminaram com as vitórias japonesas na Batalha do Mar de Java, onde seus navios afundaram dois cruzadores e tres destróieres inimigos. Promovido a vice-almirante em maio de 1942, foi o comandante da força tarefa de porta-aviões que participou da primeira grande batalha aeronaval da guerra contra os Aliados, a Batalha do Mar de Coral.
Após dois comandos de distritos navais em território japonês  no fim de 1942, no ano seguinte ele recebeu nova missão na frente de guerra, assumindo o comando geral da 6ª frota de submarinos japoneses nas Ilhas Marianas, vindo a morrer em combate em 1944, durante uma das batalhas pela posse do arquipélago, a Batalha de Saipan. Após sua morte foi promovido postumamente a almirante.